# Mark Dexter
Mark Lee Dexter, noto come Mark Dexter (Nottingham, 21 aprile 1973), è un attore britannico.

## Biografia
Ha studiato alla Royal Academy of Dramatic Art di Londra. I primi successi di Dexter furono in palcoscenico, soprattutto nelle rappresentazioni di Tennessee Williams.

## Filmografia

### Cinema
- La vera storia di Jack lo squartatore - From Hell (From Hell), regia di Albert e Allen Hughes (2001)
- The Invisible Woman, regia di Ralph Fiennes (2013)
- L'amore oltre la guerra (The Exception), regia di David Leveaux (2016)

### Televisione
- Space Odyssey: Voyage to the Planets - Docu-drama, regia di Joe Ahearne (2004)
- Il fiume del terrore (12 Days of Terror) – film TV, regia di Jack Sholder (2005)
- Metropolitan Police – serie TV (2006-2007)
- Mr Selfridge (2013 - 2016)
- L'amore oltre la guerra - film TV (2016)